# Segona Divisió 2022/23
Die Segona Divisió 2022/23, auch Lliga UNIDA genannt, war die 24. Spielzeit der zweithöchsten Fußballliga in Andorra. Sie begann am 18. September 2022 und endete am 26. Mai 2023.

## Modus
Nach dem Rückzug vom FC Ordino B spielte jedes der elf Teams zunächst zweimal gegeneinander; einmal zu Hause und einmal auswärts. Danach qualifizierten sich die sieben Teams für die Aufstiegsrunde, in der Reserveteams jedoch nicht zugelassen waren. Die Punkte aus der Vorrunde wurden in die Aufstiegsrunde übernommen. Die drei besten Teams stiegen direkt auf, der Viertplatzierte spielte gegen den Vorletzten der Primera Divisió um den Aufstieg.

## Vorrunde

### Tabelle
| Pl. | Verein                 | Sp. | S  | U | N  | Tore    | Diff. | Punkte |
| --- | ---------------------- | --- | -- | - | -- | ------- | ----- | ------ |
| 1.  | FC Pas de la Casa      | 18  | 15 | 3 | 0  | 099:700 | +92   | 48     |
| 2.  | CF Atlètic Amèrica     | 18  | 14 | 2 | 2  | 057:210 | +36   | 44     |
| 3.  | CF Esperança d’Andorra | 18  | 12 | 4 | 2  | 049:170 | +32   | 40     |
| 4.  | CE Carroi (A)          | 18  | 10 | 3 | 5  | 050:300 | +20   | 33     |
| 5.  | FS La Massana          | 18  | 8  | 4 | 6  | 048:280 | +20   | 28     |
| 6.  | FC Encamp              | 18  | 9  | 1 | 8  | 042:410 | +1    | 28     |
| 7.  | FC Rànger’s            | 18  | 7  | 1 | 10 | 035:540 | −19   | 22     |
| 8.  | FC Santa Coloma B      | 18  | 2  | 0 | 16 | 017:870 | −70   | 06     |
| 9.  | UE Engordany B         | 18  | 2  | 0 | 16 | 012:700 | −58   | 06     |
| 10. | UE Santa Coloma B      | 18  | 2  | 0 | 16 | 018:720 | −54   | 06     |
| 11. | FC Ordino B            | 0   | 0  | 0 | 0  | 000:000 | ±0    | 0      |

Platzierungskriterien: 1. Punkte – 2. Direkter Vergleich (Punkte, Tordifferenz, geschossene Tore) – 3. Tordifferenz – 4. geschossene Tore

| (A) | Absteiger aus der Primera Divisió |

### Kreuztabelle
| 2022/23                | CAR | FS La Massana | UES | CFA | FC Encamp | FC Santa Coloma B | FC Rànger’s | UE Engordany B | PAS  | ESP |
| ---------------------- | --- | ------------- | --- | --- | --------- | ----------------- | ----------- | -------------- | ---- | --- |
| CE Carroi              |     | 5:1           | 1:0 | 1:4 | 6:1       | 4:2               | 1:0         | 4:0            | 2:6  | 0:3 |
| FS La Massana          | 2:2 |               | 3:1 | 0:1 | 10:2      | 8:0               | 2:1         | 4:2            | 0:3  | 0:0 |
| UE Santa Coloma B      | 0:6 | 0:6           |     | 0:3 | 3:5       | 2:1               | 2:4         | 1:3            | 0:11 | 1:4 |
| CF Atlètic Amèrica     | 2:2 | 2:1           | 4:1 |     | 4:2       | 9:1               | 3:0         | 1:0            | 0:3  | 2:2 |
| FC Encamp              | 2:1 | 2:0           | 4:2 | 0:1 |           | 8:0               | 1:2         | 3:0            | 0:4  | 1:1 |
| FC Santa Coloma B      | 1:5 | 0:3           | 4:1 | 1:8 | 0:6       |                   | 1:2         | 1:2            | 0:3  | 0:5 |
| FC Rànger’s            | 1:2 | 3:3           | 4:0 | 1:4 | 1:2       | 6:2               |             | 2:1            | 1:11 | 1:5 |
| UE Engordany B         | 2:6 | 0:3           | 1:2 | 0:6 | 0:2       | 0:3               | 0:6         |                | 0:9  | 0:7 |
| FC Pas de la Casa      | 2:2 | 1:1           | 6:1 | 5:0 | 4:0       | 10:0              | 8:0         | 8:0            |      | 0:0 |
| CF Esperança d’Andorra | 1:0 | 3:1           | 2:1 | 1:3 | 2:1       | 5:0               | 6:0         | 2:1            | 0:5  |     |

## Aufstiegsrunde

### Abschlusstabelle
Die Mannschaften der Plätze 1 bis 7 nahmen an der Aufstiegsrunde teil, in der jedes Team in einer Einfachrunde sechs Spiele absolvierte. Die Ergebnisse aus der Vorrunde wurden übernommen.
| Pl. | Verein                 | Sp. | S  | U | N  | Tore    | Diff. | Punkte |
| --- | ---------------------- | --- | -- | - | -- | ------- | ----- | ------ |
| 1.  | FC Pas de la Casa      | 24  | 20 | 4 | 0  | 119:100 | +109  | 64     |
| 2.  | CF Atlètic Amèrica     | 24  | 17 | 4 | 3  | 071:270 | +44   | 55     |
| 3.  | CF Esperança d’Andorra | 24  | 15 | 5 | 4  | 058:250 | +33   | 50     |
| 4.  | CE Carroi (A)          | 24  | 15 | 3 | 6  | 065:340 | +31   | 48     |
| 5.  | FS La Massana          | 24  | 10 | 4 | 10 | 056:400 | +16   | 34     |
| 6.  | FC Rànger’s            | 24  | 8  | 1 | 15 | 039:730 | −34   | 25     |
| 7.  | FC Encamp              | 24  | 10 | 1 | 13 | 047:590 | −12   | 31     |

Platzierungskriterien: 1. Punkte – 2. Direkter Vergleich (Punkte, Tordifferenz, geschossene Tore) – 3. Tordifferenz – 4. geschossene Tore

| (A) | Absteiger der letzten Saison |

### Kreuztabelle
| 2022/23                | PAS | CFA | ESP | CAR | FS La Massana | FC Rànger’s | FC Encamp |
| ---------------------- | --- | --- | --- | --- | ------------- | ----------- | --------- |
| FC Pas de la Casa      |     | –   | 2:0 | 2:1 | –             | 8:0         | –         |
| CF Atlètic Amèrica     | 2:2 |     | –   | 2:3 | –             | 3:0         | –         |
| CF Esperança d’Andorra | –   | 1:1 |     | –   | 3:2           | –           | 3:0       |
| CE Carroi              | –   | –   | 2:0 |     | 3:0           | –           | 4:0       |
| FS La Massana          | 0:3 | 0:3 | –   | –   |               | –           | 3:0       |
| FC Rànger’s            | –   | –   | 1:2 | 0:3 | 0:3           |             | –         |
| FC Encamp              | 0:3 | 1:2 | –   | –   | –             | 4:3         |           |

## Relegation
Der Viertplatzierte der Segona Divisió bestritt im Anschluss zwei Relegationsspiele gegen den Siebtplatzierten der Primera Divisió.
|           | Gesamt |              | Hinspiel | Rückspiel |
| --------- | ------ | ------------ | -------- | --------- |
| CE Carroi | 4:0    | UE Engordany | 2:0      | 2:0       |